# Rokenrol (album)
Rokenrol je šesti studijski album slovenske rock skupine Mi2, izdan 14. aprila 2010 pri založbi Aulos. Album je bilo možno kupiti izključno preko spletne strani skupine, izšel pa je v zelo omejeni nakladi 1000 izvodov. V prvih 10 minutah po začetku prodaje se je prodalo več kot 100 kopij. Album je kasneje, junija, izšel tudi v digitalni obliki na spletnih straneh iTunes in Google Play Music.
Pesem »Slovenija« je priredba skupine Buldožer z albuma Nevino srce, posneta pa je bila za 35. obletnico Vala 202.

## Seznam pesmi
Glasbo je napisal Egon Herman, besedila pa Jernej Dirnbek, razen kjer je to označeno.
| Št.             | Naslov                                  | Besedilo        | Glasba                       | Dolžina |
| --------------- | --------------------------------------- | --------------- | ---------------------------- | ------- |
| 1.              | „Štajersko nebo‟                        | Tone Kregar     |                              | 3:58    |
| 2.              | „Haiku‟                                 | Kregar          |                              | 3:21    |
| 3.              | „Moja mila‟                             |                 |                              | 3:33    |
| 4.              | „Čakal sn te ko kreten‟                 |                 |                              | 4:30    |
| 5.              | „Samo da je petek‟                      |                 |                              | 3:32    |
| 6.              | „Ejsidisi Brigita‟                      | Kregar          |                              | 4:13    |
| 7.              | „Pornoromantika‟                        | Kregar          | Nikola Sekulović, Robi Novak | 3:26    |
| 8.              | „Lovec na jelene‟                       |                 | Dirnbek, Novak               | 4:39    |
| 9.              | „Srečna družina‟                        |                 | Novak                        | 2:53    |
| 10.             | „Gretica‟                               | Kregar          |                              | 4:10    |
| 11.             | „Sladka kot med‟                        | Dirnbek, Kregar | Dirnbek                      | 5:04    |
| 12.             | „Mašne misli‟                           |                 |                              | 2:50    |
| 13.             | „Slovenija‟ (priredba skupine Buldožer) | Boris Bele      | Bele, Borut Činč             | 3:59    |
| 14.             | „Brez obžalovanj‟                       | Kregar          | Drago Popovič, Kregar        | 3:13    |
| Skupna dolžina: | Skupna dolžina:                         | Skupna dolžina: | Skupna dolžina:              | 49:18   |

## Zasedba

### Mi2
- Jernej Dirnbek — vokal
- Tone Kregar — vokal
- Egon Herman — kitara
- Igor Orač — bobni, spremljevalni vokali
- Robi Novak — bas kitara

### Ostali
- Matjaž Kajzer, Vid Žgajner — trobila
- Davor Klarič — klaviature
- Dada Kladenik — vokal
- Boštjan Imenšek — kitara
- Drago Popovič — produkcija
- Murat — scratchi
- Dalajlama — sitar
- Leon Herman — oblikovanje
- Dejan Radičević — miksanje